# شريف صبري (لاعب كرة مضرب)
شريف صبري مواليد 29 أغسطس 1986 في مدينة الجيزة، مصر، هو لاعب كرة مضرب مصري يلعب باليد اليمنى ويحتل حالياً المرتبة رقم. 367 (21 يوليو 2014) في تصنيف رابطة محترفي كرة المضرب.

## روابط خارجية
- شريف صبري على موقع رابطة محترفي التنس (الإنجليزية)
- شريف صبري على موقع الاتحاد الدولي لكرة المضرب (الإنجليزية)
- شريف صبري على موقع كأس ديفيز (الإنجليزية)
- شريف صبري على موقع خلاصة التنس.كوم (الإنجليزية)
- شريف صبري على موقع إي إس بي إن.كوم (الإنجليزية)